# Dall Island
Dall Island (енгл. Dall Island) је острво САД које припада савезној држави Аљаска. Површина острва износи 655 km². Према попису из 2000. на острву је живело 20 становника.